# Pilec
Pilec [ˈpilɛt͡s] (deutsch Pülz) ist ein Dorf in Polen in der Wojewodschaft Ermland-Masuren. Das Dorf gehört zum Powiat Kętrzyński in der Gmina Reszel (Stadt- und Landgemeinde Rößel).

## Geographische Lage
Das Dorf liegt im Nordosten Polens. Am Westrand von Pilec fließt die Deine (polnisch Dajna). Die Westgrenze des südlichen Teils von Pilec bildet der Teich Pilecki Staw (deutsch Pülzer Mühlenteich, wörtlich Pülzer Teich). Nördlich von Pilec findet sich der Deine-See (auch: Heiligelinder See, polnisch Jezioro Dejnowa), welcher sich bis Święta Lipka (Heiligelinde) erstreckt. Benachbarte Dörfer sind im Norden Staniewo (deutsch Ottoswalde), im Süden Lembruk (Langenbrück) und im Südwesten Śpigiel (Spiegels).

## Geschichte

### Ortsgeschichte
Die Gegend um das Dorf wurde bereits früh zur Anlage von Siedlungen genutzt. So wurden Gräberfelder aus dem 3./4. Jahrhundert entdeckt, aber auch ein Siedlungsplatz, welcher auf eine Siedlung aus der Bronzezeit hindeutet wurde entdeckt.
Die Gründung des heutigen Pilec erfolgte im Jahr 1326. Es entstanden in dem Dorf eine Kirche und ein Schloss. 1818 bestand das Dorf Pültz aus 24 Wohnhäusern zuzüglich von fünf Wohnhäusern des Gutes, und 1820 erscheint der Ort in zwei kommunale Einheiten aufgeteilt: in das Dorf Königlich Pülz und ist das Gut Adlig Pülz.
Am 22. Juni 1929 wurde der Amtsbezirk Rehstall, zu dem Pülz seit 1874 gehörte, in „Amtsbezirk Pülz“ umbenannt. Vier Orte waren bis 1945 in seinen Administrationsbereich eingegliedert, der zum Kreis Rastenburg im Regierungsbezirk Königsberg in der preußischen Provinz Ostpreußen gehörte.
Anfang Januar 1945 wurde die Gegend und damit auch das Dorf von der Roten Armee eingenommen. Als Folge des Zweiten Weltkrieges wurde Pülz als Pilec Teil Polens. Zum Schuljahr 1949/1950gab es hier eine Grundschule mit einem Lehrer, welcher 64 Kinder unterrichtete. Mit der Bildung der Gromadas wurde das Dorf Sitz einer solchen. Die Gromada wurde drei Jahre darauf wieder aufgelöst. 1973 wurde Pilec Sitz eines Schulzenamtes (Sołectwo) in der Gemeinde Reszel (Rößel). 1973 bestand im Dorf eine Filiale der Stadtbücherei von Reszel.

### Einwohnerentwicklung
| Jahr | Anzahl Dorf | Anzahl Gut | Anzahl Gesamt |
| ---- | ----------- | ---------- | ------------- |
| 1820 | 309         | 96         | 405           |
| 1885 | 549         | 109        | 658           |
| 1905 | 508         | 65         | 573           |
| 1910 | 448         | 76         | 524           |
| 1933 |             |            | 794           |
| 1939 |             |            | 784           |
| 2011 |             |            | 258           |

### Amtsbezirk Pülz (1929–1935)
Der Amtsbezirk Pülz in der Nachfolge des Amtsbezirks Rehstall bestand zwischen 1929 und 1945 mit vier Orten:
| Deutscher Name | Polnischer Name |
| -------------- | --------------- |
| Pastern        | Pasterzewo      |
| Pülz           | Pilec           |
| Spiegels       | Śpigiel         |
| Widrinnen      | Widryny         |

## Kirche
Zum Dorf Pülz gehörte früher einmal eine Kirche. bis 1945 jedoch war der Ort in die evangelische Kirche Bäslack in der Kirchenprovinz Ostpreußen der Kirche der Altpreußischen Union sowie in die katholische Kirche Heiligelinde im damaligen Bistum Ermland eingepfarrt.
Heute gehört Pilec evangelischerseits zur Pfarrei Kętrzyn in der Diözese Masuren der Evangelisch-Augsburgischen Kirche in Polen, und katholischerseits zur Pfarrei Święta Lipka im jetzigen Erzbistum Ermland in der polnischen katholischen Kirche.

## Verkehr
Durch Pilec führt eine Nebenstraße, welche im Norden nach etwa fünf Kilometern südlich von Święta Lipka in die Woiwodschaftsstraße 594  mündet. In südlicher Richtung mündet sie Straße nach etwa neun Kilometern nördlich von Mrągowo (Sensburg) in die Woiwodschaftsstraße 591, die einstige deutsche Reichsstraße 141.
Eine Anbindung an den Schienenverkehr besteht nicht.
Der geographisch nächste internationale Flughafen ist der Flughafen Kaliningrad, der sich etwa 110 Kilometer nordwestlich, auf russischem Hoheitsgebiet befindet. Der nächste internationale Flughafen auf polnischem Staatsgebiet ist der etwa 180 Kilometer westlich gelegene Lech-Wałęsa-Flughafen Danzig.

## Persönlichkeiten

### Aus dem Ort gebürtig
- Erich Balla (1885–1943), deutscher Offizier, Generalmajor